# Lotus mollis
Lotus mollis é uma espécie vegetal da família Fabaceae.
Apenas pode ser encontrada no Iémen.
Os seus habitats naturais são: áreas rochosas.